# Macarisia nossibeensis
Macarisia nossibeensis är en tvåhjärtbladig växtart som först beskrevs av Arenes, och fick sitt nu gällande namn av Arenes. Macarisia nossibeensis ingår i släktet Macarisia, och familjen Rhizophoraceae. Inga underarter finns listade i Catalogue of Life.